# Presens infinitiv
Presens infinitiv är en infinit verbform som uttrycket presens med infinitiv, och förekommer i många språk. Den kan såväl vara aktiv som passiv. Aktiv presens infinitiv brukar dock anses vara verbets grundform.
I svenskan bildas presens infinitiv av infinitivmärket att, exempelvis att bära (aktivum). Aktiv presens infinitiv är ofta identiskt med imperativformen hos de flesta verb som slutar på -a, exempelvis "(att) segl-a", men i tredje konjugationen kan infinitivformen sluta på alla vokaler utom u. Passiv presens infinitiv får i regel suffixet -s, exempelvis att bäras (passivum).
I språk som både saknar (egna former för) futurum infinitiv och perfekt infinitiv (däribland svenska), kallas presens infinitiv ofta enbart för infinitiv, som dock egentligen är samlingsbegrepp för alla tre infinitiver.